# Каплан I Ґерай
Каплан I Ґерай (крим. I Qaplan Geray, ١ قاپلان كراى‎, 1678–1738) — кримський хан у 1707—1708, 1713—1715 та 1730—1736 рр. з династії Ґераїв. Син Селіма I Ґерая.
Був нуреддином в четверте правління батька, у 1704—1707 займав пост калги в правління Гази III Ґерая. Командував татарським військом під час останньої великої битви з поляками під Підгайцями у 1698 році. Ставши правителем Кримського ханства, спробував приборкати й повернути в підпорядкування ханства черкеських князів, що убили за Девлета II Ґерая калгу Шахбаза Ґерая і переселилися якомога далі від Криму. Цей похід виявився невдалим і хан був знятий з престолу султаном.
У 1713 р. знову був повернений до влади. Цього разу ханові довелося втихомирювати кубанських ногайців, бунт яких очолив син зміщеного Девлета II Ґерая Бахті Ґерай. Потім за дорученням османського уряду Каплан I вирушив з військом на допомогу султанові до Австрії, але кримські беї відмовилися надавати йому військову допомогу. Ханові вдалося зібрати армію і привести її до угорського кордону, але це відбулося занадто пізно, коли османи вже зазнали поразки. Хан знову отримав відставку і поселився в Бурсі.
Коли Стамбул утретє повернув Каплана I на трон, султан наказав йому відправлятися в похід на Персію. Хоча хан висловив своє занепокоєння з приводу того, що на Крим у цей час можуть напасти росіяни як союзники Персії, Стамбул наполіг на участі у військовій кампанії.
1736 р., як того і чекав Каплан I Ґерай, росіяни вторглися до Криму, спустошуючи татарські поселення і вбиваючи мирне населення. Під час походу був зруйнований Ханський палац.
Каплан I Ґерай за наказом султана спішно повернувся до Криму, але через суперечності у кримському війську, не зміг належним чином організувати оборону. Ворог залишив Крим лише через епідемію.
Хан був усунений від влади султаном і відправлений до Османської імперії.